# Armée du Kouban
L’armée du Kouban (russe : Кубанская армия) est une des armées blanches de la guerre civile russe.

## Histoire
Formée le 8 février 1920 par la réorganisation de l’armée du Caucase et le transfert de ses unités à l’armée du Kouban.
L’armée du Kouban occupa au début 1920 le flanc droit des Forces Armées du Sud de la Russie, en tant que successeur de l’ancienne armée du Caucase qui, en se retirant de Tsaritsyne, tenait l’aile droite (orientale) de l’armée du général Dénikine. Elle avait subi de lourdes pertes de la fin de 1919 au début de 1920 et ne disposait que de faibles effectifs. De retour sur ses terres natales du Kouban, elle perdit toute volonté de continuer les combats, tentant plutôt de regagner ses domiciles. Seule la force de l’encadrement, une discipline de fer et l’honneur militaire poussèrent les soldats du Kouban à poursuivre une guerre qu’ils ne pouvaient gagner.
En mars-avril 1920, l’armée du Kouban livra une forte résistance aux troupes de la 10e armée rouge et de la 1re armée de cavalerie de Semion Boudienny, mais les forces du Kouban durent reculer, livrant à l’Armée rouge de plus en plus de régions du Kouban et du Caucase du nord. Le 9 mars 1920, Tikhoretskaïa tombait, le 12 l’armée du Kouban perdait la stanitsa Kavkazkaïa. Le 16 mars 1920 le front rouge atteignit le fleuve Kouban, le même jour les rouges prirent la stanitsa Oust-Labinskaïa. Le 17 mars 1920, l’Armée rouge entrait dans Ekaterinodar, Armavir et la stanitsa Nevinnomysskaïa. Peu avant elle avait capturé Stavropol.
L’armée du Kouban fondait et se désagrégeait. Le dernier espoir d’arrêter le rouleau compresseur rouge étaient les replis des montagnes du Caucase. Le général Pissarev se chargea de cette mission, entraînant ses hommes vers les montagnes et la côte de la mer Noire (Touapsé — Sotchi). Mais le 22 mars 1920 l’armée rouge entra dans Maïkop et se lança vers Grozny. De l’autre côté les forces de la 9e armée rouge percèrent les lignes défensives au pied du Caucase, dispersant les forces du Kouban, et prirent Novorossiïsk le 17 avril 1920. C’était pratiquement la fin des combats pour le contrôle de la Ciscaucasie.
Une petite partie de l’armée du Kouban autour du général Pissarev continuait à résister jusqu’à la mi-avril 1920. Ils quittent la région de Touapse — Sotchi le 17 avril 1920, évacués en Crimée sur les navires de la flotte de la mer Noire envoyés par le général Wrangel. Dans l’armée russe ces unités formèrent le corps du Kouban sous le commandement des généraux Abramov et Oulagaï.
La majeure partie de l’armée du Kouban, restée au Kouban sous les ordres du général Morozov, capitula les 18 — 20 avril 1920, peu de temps après l’évacuation du général Oulagaï le 15 avril 1920.

## Commandants
- Lieutenant-général A. G. Chkouro (8 — 29 février 1920)
- Lieutenant-général S. G. Oulagaï (29 février — 13 avril 1920)
- Général-major N. A. Morozov (13 — 18 avril 1920, capitula)